# Карел Ґотт
Ка́рел Ґотт (чеськ. Karel Gott; нар. 14 липня 1939, Плзень, Протекторат Богемії і Моравії — 1 жовтня 2019, Прага) — чеський співак (тенор) і актор, один із найпопулярніших виконавців неангломовної поп-музики; найвідоміший у ХХ столітті чех, що прославив свою країну в світі; єдиний співак із країн колишнього соцтабору, якому вдалося завоювати успіх обабіч «залізної завіси». Співав у надзвичайно широкому спектрі жанрів: від класичних арій і музичного фольклору до джазових композицій та сучасних поп-пісень. Особливо знаменитий як виконавець великих кантилен. Здобув прізвиська «чеський соловейко» і «золотий голос Праги».

## Початок кар'єри
Народився в сім'ї Карла й Марії Ґоттів. 1946 року сім'я переїхала до Праги. Здобувши середню освіту, Карел Ґотт у 1954 році намагався вступити в Академію мистецтв, але безуспішно. Після цього здобував фах електромонтера трамвайних систем і працював за спеціальністю. Поступово захопився музикою. Наприкінці 1950-х років почав виступати як співак, завоював перше місце на любительському конкурсі й вирішив стати професійним вокалістом.
Навчався у Празькій консерваторії (1960—1966). Його педагогом по класу «оперний спів» був професор Костянтин Каренін (учень Федора Шаляпіна). Він розпізнав виняткові голосові дані Карела Ґотта, добре розвинув голос і поставив технічно. Викладач із розумінням поставився до захоплень молодого співака популярною музикою й допомагав у інтерпретації тогочасних шлягерів.
Професійну кар'єру К. Ґотт розпочав у 1962 році як джазовий співак в оркестрі К. Кравґартнера. З 1963 року — артист празького театру «Семафор». Тут він навчився вловлювати настрій залу, рухатися по сцені без відчуття скутості. Першим його хітом стала пісня «Очі, запорошені снігом» («Oči sněhem zaváté»; 1963). Того ж року переміг у конкурсі «Золотий соловейко» («Zlatý slavík») — анкетному опитуванні чехословацьких слухачів на звання найпопулярнішого співака року.
У 1965 році став співзасновником театру «Аполло», виступав на телебаченні та в кіно. Його початковий репертуар, заснований головно на джазових композиціях, поступово витісняють кантилени, що вимагають хорошого контролю над диханням. Водночас у репертуарі Карела Ґотта є мелодії з чітким ритмом. З виходом англомовного альбому «Золотий голос Праги» (The Golden Voice Of Prague, 1966) його популярність вийшла за межі Чехословаччини й почала долати непроникну «залізну завісу».

## Лас-Вегас
Потужним поштовхом для дальшого артистичного розвитку К. Ґотта став у 1967 році 7-місячний ангажемент у Лас-Вегасі (Невада, США). Тут він щодня виступав у готелі «New Frontier» і переймав досвід у таких відомих виконавців, як Френк Сінатра, Фетс Доміно, Дюк Еллінґтон, Том Джонс, Пол Анка, співачок Даяни Росс та Шер. Тамтешні менеджери пропонували чеському співакові кар'єру в США й підкорення американської сцени. Неодмінною умовою був переїзд на постійне проживання в цю країну. Як згадує Карел Ґотт, «Цей крок здавався мені неприйнятним. І навіть не тому, що люблю Чехію і прив'язаний до неї духовно. Я раз і назавжди вирішив не полишати моїх європейських слухачів, які повірили в мене». До Чехословаччини Карел Ґотт повернувся зрілим співаком, упевненим професіоналом, який стояв на голову вище за своїх колег.

## Голос і техніка
Карел Ґотт володів сильним і винятково гарним голосом (лірико-драматичний тенор), діапазоном у дві октави, рідкісним у сфері поп-музики. Голос може набувати як теплих, так і холодних тонів, звучати яскраво або витончено. Видатні вокальні дані доповнює досконале володіння технікою співу. Вона дає змогу вдовольняти найвищі вимоги і з однаковою легкістю виконувати твори найрізноманітніших стилів та жанрів, а також пристосовуватися до нових музичних віянь. Співак намагався уникати крайнощів і дешевих трюків, створюючи характерне виконання винятково вокальною майстерністю. Його голос повною мірою можна було оцінити не лише на концертах, а й у записах.

## Жанри й репертуар
Унікальні голосові дані дозволили Карелові Ґоттові опанувати якнайбільшу кількість музичних жанрів. У його репертуарі оперні й оперетові арії, класичні канцонети, народні пісні, джазові балади, рóкові, свінґові, рок-н-рольні й мюзиклові композиції. Але основний жанром для нього завжди лишалися сучасні поп-пісні з особливою увагою до кантилени. Добираючи репертуар, більшого значення надає демонстрації видатних якостей свого голосу, ніж глибокому змісту пісенних текстів.
За пів століття своєї кар'єри Карел Ґотт зробив понад 2150 записів. Близько половини його репертуару — чеською мовою, близько третини — німецькою, 11 % — англійською, 6 % — іншими мовами (іспанською, італійською, їдиш, латинською, польською, російською, сербсько-хорватською, словацькою, українською, французькою, циганською).
Найбільше виконував пісні на музику композиторів Карела Свободи, Л. Штайдла, Ю. Зможека (Чехія), Р. Зігеля, Й. Гайдера, Г.-Е. Тьонера (Німеччина), написані на слова поетів З. Боровця, Й. Штайдла, Е. Кречмара, Б. Майнунгера та інших. Автором музики до 78 своїх пісень є сам Карел Готт. Істотна частина його репертуару — переспіви чеською і (рідше) німецькою мовою класичних поп-пісень, переважно американських і англійських виконавців. Деякі його пісні від самого початку існують у чеській і німецькій версіях.

## Творчість

### 1960-ті
Після повернення з Лас-Вегасу Карел Ґотт на багато років стає найпопулярнішим співаком Чехословаччини. 1969 р. він записує альбом «Різдво в Золотій Празі» (Vánoce ve zlaté Praze), який високо оцінили і публіка, і музичні критики. Лише в Чехословаччині було продано близько 600 тисяч його примірників. Платівку вважають найкращим чеським різдвяним альбомом усіх часів.
Голос Карела Ґотта зацікавлює керівництво компанії «Полідор». 1967 року він укладає із цією фірмою контракт і записує свій перший диск німецькою мовою — «Золотий голос Праги» (Die goldene Stimme aus Prag). Його успіх був настільки великий, що Карел Ґотт практично за одну ніч став суперзіркою. Продажі платівки досягли 200 тисяч примірників. Наступного року співак отримав за неї золотий диск і став третім за популярністю співаком ФРН.
1968 року з піснею «Тисяча вікон» (Tausend Fenster) Карел Ґотт представляв Австрію на пісенному конкурсі Євробачення (Чехословаччина як країна соцтабору участі в ньому не брала). І хоч співак посів лише 13-те місце, участь у «західному» музичному конкурсі ще більше підігріла популярність співака на батьківщині.
Оригінальні пісні чеською: «Oči sněhem zaváté» (1963), «Dotýkat se hvězd» (1964), «Tam, kam chodí vítr spát» (1965), «Trezor» (1965), «Bum bum bum» (1966), «C'est la vie» (1966), «Dívka toulavá» (1966) «Dlouhá báj» (1967), «Láska umírá» (1967), «Nech mě spát» (1968), «Lady Carneval» (1968), «Láska bláznivá» (1969), «Eloise» (1969), «Píšťala a hůl» (1969).
Переспіви чеською: «Adresát neznámý» («From Me To You»; 1964), «Měsíční řeka» («Moon River»; 1964), «V máji» («Il mondo»; 1965), «Píseň větrných mlýnů» («Happy Birthday, Sweet Sixteen»; 1967), «Amen, pravím vám» («Woman, Woman»; 1968), «Čas růží» («Delilah»; 1968), «Kdyby nepadal déšť» («Je n'aurai pas le temps»; 1968), «Pokoj duši tvé» («Io che ho te»; 1969), «Zpátky si dám tenhle film» («Kiss Me Good Bye»; 1969).

### 1970-ті
К. Ґотт ще більше розширює свій вокальний регістр і репертуар — практично на всі види музичних жанрів. Його голос освоює дедалі нові можливості й приносить нові сюрпризи. З другою половини 1970-х років, коли в поп-музиці виникає новий стиль — диско, у репертуарі співака збільшується кількість хітових альбомів.
К. Ґотт перебуває в найкращій формі, багато й успішно гастролює вдома й за кордоном, посідає перші місця на музичних фестивалях, бере участь у численних телешоу, знімається в повнометражних ігрових і документальних стрічках, веде на Чехословацькому телебаченні власну музичну програму, отримує десятки найпрестижніших нагород, «золотих», «срібних» і «платинових» дисків. У 1979 році його концерт з палацу «Люцерна» в Празі транслювався по телебаченню.
Оригінальні чеською: «Dal…dal se toulam» (1978), «Dívka jako porcelán» (1970), «Dívka z obrazu» (1974), «Dopis domů» (1973), «Hej hej baby» (1970), «Já brány už otvírám» (1973), «Jdi za štěstím» (1977), «Kávu si osladím» (1972), «Kdepak, ty ptáčku, hnízdo máš?» (1973), «Kufr iluzí» (1974), «Las Vegas» (1972), «Mistrál» (1973), «Můj adresář» (1976), «Náruč růží» (1975), «Nejsem, nejsem rád» (1970), «Nevinna» (1976), «Paganini» (1975), «Smůla smůlu má» (1976), «Snů plný krám» (1978).
Переспіви чеською: «Babylon» («Rivers Of Babylon»; 1978), «Bez za svou laskou» («Let Your Love Flow»; 1977), «Dívkám» («Girls, Girls, Girls»; 1976), «Hudba není zlá» («Magnificent Sanctuary Band»; 1973), «Je jaká je» («Sereno e»; 1975), «Jsou svatky» («Mandy»; 1976), «Jen se hádej» («It's a Heartache»; 1978), «Korunou si hodím» («Down On The Corner»; 1970), «Léta prázdnin» («Le moribond»; 1975), «Ma belle ami» («Ma bella ami»; 1970), «Má první láska se dnes vdává» («You Are Such A Good Looking Woman»; 1970), «Nic než láska tvá» («Sugar Baby Love»; 1974), «Oči barvy holubí» («Sealed With The Kiss»; 1972), «Se mnou vítr rád si brouká» («One Way Wind»; 1978), «Srdce jako kámen» («Crossfire»; 1977), «Stokrát chválím čas» («Sometimes When We Touch»; 1978), «Už víckrát jsem viděl já tu tvář» («The First Time Ever I Saw Your Face»; 1973), «V září» («Stop Me If You've Heard It All Before»; 1977), «Za lásku pálím svíci» («You've Lost That Lovin’ Feelin’»; 1973), «Žádám víc» («Can't Help Falling In Love With You»; 1974).
Оригінальні німецькою: «Babička» (1979), «Das Madchen aus Athen» (1978), «Das sind die schönsten Jahre» (1973), «Dein Lied» (1978), «Du lebst nur einmal» (1978), «Rosa, Rosa» (1975), «Wie der Teufel es will» (1976).
Російською: «Ах ты, душечка» (1977), «Верни мне музыку» (1977), «Встречай весну» (1976), «Голубчик» (1973), «Город огромный» (1977), «Земля моя добрая» (1977), «Отчий дом» (1978), «Соловьи» (1975), «Я встретил вас» (1972).
Італійською: «La Danza» («Tarantella»; 1977).

### 1980-ті
У цей період популярність К. Ґотта сягає піку. Він виступає в ущерть заповнених залах, стадіонах, спортивних комплексах. Його голосом насолоджуються в усіх куточках Європи. Співак іде в ногу з часом, освоюючи нові музичні напрями й стилі. На чеській сцені у нього вперше з'являються серйозні конкуренти в особі молодих виконавців. Утім, їхня конкуренція лише ненадовго перериває панування К. Ґотта в чеській поп-музиці: наприкінці 1980-х рокі вони здають свої позиції. 1989 року, саме напередодні «Оксамитової революції», співак відзначає своє 50-річчя, потроху стаючи метром, який уже не прагне будь-що посісти перші місця в хіт-парадах, а натомість вимогливіше добирає репертуар.
Оригінальні чеською: «…a to mám rád» (1983), «Beatles» (1980), «Čau lásko» (1986), «Chyť své dny» (1987), «Dám ti svůj trůn» (1980), «Daň z lásky své» (1980), «Hlas v telefonu» (1985), «Holka v domě» (1982), «Jak málo víš» (1980), «Kam se schoulíš» (1980), «Kam se to ztrácí» (1988), «Kantiléna» (1987), «Kdo ví, kde je ta pláž» (1980), «Loď snů» (1988), «Na vlídném slově žádný neprodělá» (1989), «Nestarej se kamaráde» (1981), «Neznámý pár» (1987), «Odnauč se říkat ne» (1985), «Pábitelé» (1984), «Portrét neznámé» (1985), «Posel dobrých zpráv» (1987), «Poupátko» (1980), «Půlnoc v motelu Stop» (1986), «Ráno jedu dál» (1981), «Svět má ty chvíle rád» (1989), «To musím zvládnout sám» (1984), «Včelka Mája» (1985), «Žít» (1988), «Zvonky štěstí» (1984).
Переспіви чеською: «Bílá» («Memory»; 1981), «Když milenky pláčou» («Annie's Song»; 1982), «Lásko má» («Unchained Melody»; 1984), «Muzika» («Musica»; 1986), «Oheň v sobě máš» («Una notte speciale»; 1982), «Píšu pět» («Walk Right Back»; 1980), «Taky se mnou trable jdou» («Don't Tell Me Your Troubles»; 1982), «To byl vám den» («I Just Called To Say I Love You»; 1985), «Z dávných dnů» («Only You»; 1984), «Zůzi» («Oh, Julie»; 1982).
Оригінальні німецькою: «Aber der Traum war so schön» (1985), «Auf dem höchsten Berge» (1984), «Avalon» (1983), «Bis kein Traum mehr lebt» (1984), «Da geht ein Engel vorüber» (1985), «Das war ein Traum aus Farben» (1983), «Du bist da für mich» (1983), «Du wirst es sein» (1987), «Eine Liebe ist viele Tränen wert» (1980), «Ich bin der Adler, du der Wind» (1983), «Madonna» (1985), «Myriam» (1984), «Nun bist Du da» (1983), «Und die Sonne wird wieder scheinen» (1982), «Vera» (1982), «Was weisst du von mir» (1985), «Wenn du nicht mehr weinst» (1983), «Wenn ich dich verliere» (1980).
Переспіви німецькою: «Darf ich bitten» («Does Your Mother Know»; 1980), «Gib Dein Ziel niemals auf» («Hold On Tight To Your Dream»; 1983), «Hier bin ich in der Stadt, wo ich dich fand» («Nights On Broadway»; 1984).

### 1990-ті
Коли в Чехословаччині розпочалася посткомуністична доба, К. Ґотт вирішує, що настав зручний момент для завершення співацької кар'єри. Упродовж 1990 року він проводить прощальне концертне турне спортивними аренами Чехословаччини й Німеччини. Проте несподівано великий успіх, переповнені зали, нескінченні овації, а також чудова вокальна форма заохотили К. Ґотта переглянути своє рішення. Він лишається на сцені.
У цей період він уже не записує стількох нових альбомів і хітів. Натомість зберігає вірність своїм давнім пісням, з яких компонує численні збірники. До географії його виступів долучається американський континент, де він дає концерти, зокрема, перед чеськими емігрантами. К. Ґотт починає виступати в дуетах з Л. Білою, Е. Урбановою, Д. Лаві, М. Мартін та іншими.
Чеські оригінальні: «Faust» (1990), «Jen láska tvá» (1990), «Když muž se ženou snídá» (1992), «Lásko, tvoje jméno je zkáza» (1992), «Musíš být jenom má» (1991), «Rána hlavou do zdi» (1990).
Чеські переспіви: «Být stále mlád» («Forever Young»; 1999), «Károu parádní» («Cara mia»; 1998), «Krášlím tě lásko vším, co mám» («Una furtiva lacrima»; 1991) «Pravda hlásí svůj návrat» («Lascia Libero Il Cielo»; 1990), «Pretty Woman» («Pretty Woman»; 1998), «Stůj za mnou» («Stand By Me»; 1998), «Žalu jsem dřív se smál» («Runaway»; 1998), «Zas budeš krásná» («The Sun Ain't Shine Anymore»; 1998).
Німецькі оригінальні: «Amapola» (1995), «Du bist für mich wie die Sonne am Morgen» (1989), «Du bist mir die Liebste von allen» (1990), «Horizont» (1999), «Mein Herz ist frei fur Dich» (1991), «Spanisch war der Sommer» (1990).
Німецькі переспіви: «An jenem Tag» («Дорогой длинною»; 1998), «Cara mia, ja» («Cara Mia»; 1995), «Ich Bin Da, Um Dich Zu Lieben» («When You Tell Me That You Love Me»; 1994), «Zeit zu geh'n» («Con Te partiro»; 1997).

### 2000-ті
На початку нового тисячоліття К. Ґотт продовжує працювати, не сповільнюючи темпів. Він і далі дає концерти, на які приходять слухачі різних національностей і поколінь — для того, щоб побачити живу легенду. Як і тридцять років тому, його скрізь супроводжують успіх і овації захопленої публіки. Голос К. Ґотта з плином часу змінився, але його й досі іменують «Золотим голосом Праги». Попри немолодий вік співак знаходить дедалі нових шанувальників серед молоді. «Я продав стільки платівок, що не випадає говорити про якусь невдоволеність. Про жодні прощальні тури я не думаю. Співатиму, доки в мене є голос, доки мене люблять, доки я збираю зали. Успіх, оплески, визнання — це справжній наркотик і годі від нього відмовитися добровільно». Сьогодні К. Ґотт лишається головною зіркою чеської поп-музики і своєрідним символом держави.
Чеські оригінальні: «Jestli já tě budu mít rád» (2002), «Pokaždé» (2002), «Tancuj Karolíno» (2002).
Чеські переспіви: «Být stále mlád» («Forever Young»; 2000), «Jen ty a já» («It Takes Two»; 2003), «Krása» («I Believe in You»; 2008), «Noční král» («I Drove All Night»; 2002), «Nic Nás Nezastaví» («Nothing's Gonna Stop Us Now»; 2012), «Rád vstoupil bych do tvých snů» («Girl, You'll Be A Woman Soon»; 2013).
Німецькі оригінальні: «Bleib deinem Traum immer treu» (2002), «Lass die Träume nie verloren geh'n» (2002), «Mit dir bin ich stark» (2011).

## Статистика альбомів і продажів
Записи К. Ґотта виходили в серійних альбомах, збірниках, загальних альбомах, спеціальних виданнях, клубних випусках, а також у перевиданнях. Приблизна їх кількість наближається до 500. Ця цифра включає 250 альбомів, серед яких понад 130 оригінальних.
Для фірми «Супрафон» К. Ґотт упродовж 1962—1992 років записав 182 сингла, 63 альбоми й 2 відеокасети. У 2002—2009 роках «Супрафон» видав колекційний комплект, що складається з 37 CD-дисков, які містять близько 650 пісень. Фірма також видала 6 DVD-дисків з кіно-, теле- і відеозаписами виступів співака.
З німецьким концерном грамзапису «Полідор» (нині — «Кох універсал») 1967 року К. Ґотт уклав угоду, яку кілька разів було продовжено. 1997 року укладено пожиттєву угоду — рідкісний у світовій практиці вияв довіри фірми грамзапису до виконавця. Упродовж 1967—2011 років «Полідор» видав у німецькомовних країнах Західної Європи понад 120 альбомів і 75 синглів К. Ґотта.

На концерті у Празі (2008)

Альбоми К. Ґотта виходили також в Австрії, Великій Британії, Бельгії, Болгарії, Франції, Італії, Нідерландах, Польщі, СРСР, США, Швейцарії, Японії.
Продажі записів К. Ґотта настільки великі, що точної або офіційної їх статистики не існує. Різні джерела наводять лише приблизні підрахунки, що істотно різняться (від 30 до 100 млн копій). Лише в Чехії та Словаччині продано близько 15 млн копій, за що К. Ґотт отримав діамантовий диск від фірми «Супрафон». Ніхто зі співаків, навіть найбільші суперзірки, не продавав у власній країні такої кількості записів. Загалом, у кожного мешканця Чехії є щонайменше один альбом К. Ґотта.
Варто врахувати, що чимало пісень пролунали тільки на концертах або в телепередачах, а на платівках ніколи не виходили. Також у К. Ґотта зберігається чимала кількість неоприлюднених записів (очевидно, через проблеми з авторськими правами).

## Нагороди
Карел Ґотт — володар незліченної кількості різноманітних нагород, відзнак і премій. Понад 50 діамантових, платинових, срібних і золотих дисків він отримав як найбільш продаваний виконавець від фірм звукозапису «Супрафон», «Полідор», «Мелодія», «Універсал» та інших. Наприклад, 1992 року від фірми «Супрафон» він отримав діамантовий диск за 13 млн копій платівок, проданих у Чехословаччині.
24 рази ставав переможцем чехословацького конкурсу «Золотий соловей» (у 1963—1966, 1968—1981, 1983—1984, 1989—1990 роках), а з 1996 р. — 15 разів перемагав на чеському конкурсі «Золотий соловей» (щороку, крім 1998 року). 2007 року «Полідор» нагородила його премією за 40 років співпраці, упродовж яких у німецькомовних країнах було продано 23 млн альбомів його пісень.
Має звання заслуженого артиста Чехословаччини (1977), народного артиста Чехословаччини (1985). Кавалер радянського ордена Дружби народів (1989) і чеської медалі «За заслуги» І ступеня (2009). 2005 року на конкурсі «Найбільший чех» він зайняв 13-те місце й став другим (після В. Гавела) найбільшим чехом із тих, які жили на той момент.

## Гастролі
За кордоном К. Ґотт гастролює з 1962 р. і за цей час дав незліченну кількість сольних концертів в усіх країнах Європи (за винятком Албанії і скандинавських країн), Північної та Південної Америки, в Австралії, Китаї, Японії, Ізраїлі, ОАЕ. Найбільший успіх і неодмінні аншлаги супроводжували його в країнах Східної Європи, СРСР та німецькомовних країнах.
Загалом за роки творчої діяльності К. Ґотт провів понад 70 концертних турне, на яких дав тисячі концертів, а також узяв участь у десятках сольних телевізійних виступах.

## К. Ґотт і Україна
Регулярно гастролюючи в СРСР у 1960–1980-х роках, К. Ґотт не раз давав концерти в Україні. Уперше виступив у Києві 1962 року в рамках концертного турне містами СРСР. 1972 року виступав у київському Палаці спорту перед близько 10 тисячами слухачів. Останній концерт К. Ґотта в Україні відбувся навесні 2006 року в Національній опері України в рамках фестивалю «Київ травневий».
Українською мовою виконував пісню «Ти ж мене підманула» (1977; разом із Кубанським козацьким хором), а також перший куплет пісні «Gregor» (1974), що є німецькомовним переспівом української пісні «Ой не ходи, Грицю».

## Особисте життя
Тривалий час Карел Ґотт не був офіційно одруженим, але мав численні романи. У нього дві дорослі дочки (Домініка та Люсі) від колишніх зв'язків (вони мають різних матерів). Також він батько Шарлотти-Елі (Charlotte Ella) від зв'язку з Іваною Махачковою (Ivana Macháčková), з якою одружився 7 січня 2008 року в Лас-Вегасі, місті, де розпочалася його міжнародна популярність. Улітку 2008 року Махачкова народила другу дочку Неллі-Софі (Nelly Sofie).
У 1990-х Ґотт присвятив значний час своєму другому великому захопленню в житті — малюванню. Перша виставка його робіт відбулася в 1992 році в Празі, потім його картини виставлялися з успіхом у Берліні, Москві, Мюнхені, Кельні, Відні та Братиславі.

## Фільмографія

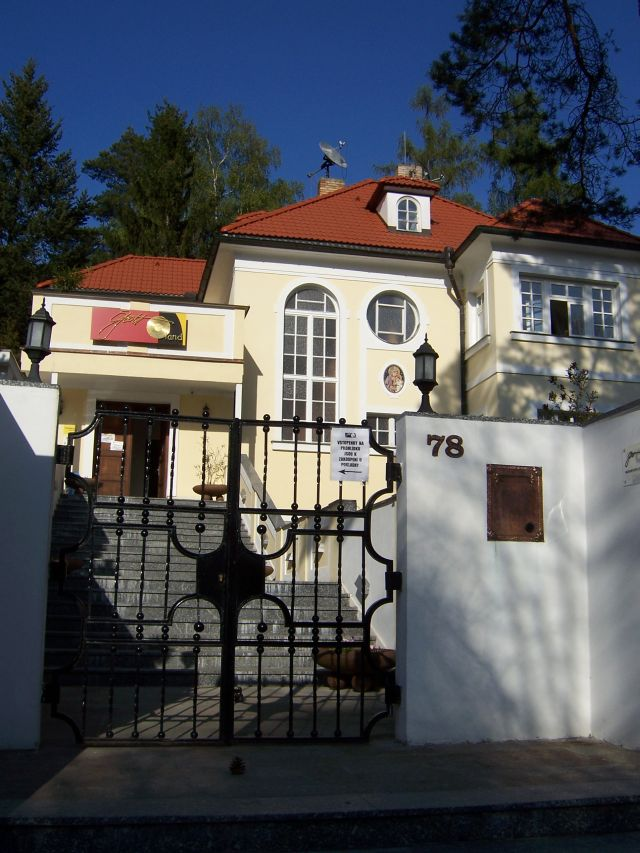
Музей-вілла Карла Ґотта

- 1964 — «Лимонадний Джо» / Limonádový Joe (реж. Олдржих Липськи) — виконує за кадром усі пісенні партії головного персонажа;
- 1965 — «Якби тисяча кларнетів» / Kdyby tisic klarinetu (реж. Ян Рохач, Владімір Свитачек) — антивоєнна музична комедія, пісні виконують: Карел Ґотт, Вальдемар Матушка, Ева Піларова;
- 1966 — «Мученики кохання» / Mučedníci lásky (реж. Ян Немець) — співак у ночному клубі;
- 1972 — мультиплікаційний серіал «Пригоди бджоли Майї» — виконує заглавну пісню в чеській, словацькій та німецькій версіях (в Україні демонструвався з виконанням пісні німецькою та чеською мовами);
- 1973 — пісня «Kdepak, ty ptáčku, hnízdo máš?» до чеського фільму «Три горішки для Попелюшки»;
- 1974 — «Зірка падає вгору» / Hvězda padá vzhůru (реж. Ладислав Ріхман) — Шванда, головний персонаж осучасненої кіноверсії п'єси-казки Й. К. Тила «Страконицький дудар або пригоди чарівниць» (Strakonický dudák aneb Hody divých žen) про долю провінційного естрадного співака (в оригиналі — дударя), що за допомогою чар зробив карколомну кар'єру у вищому світі й за малим не позабув про своє перше кохання;
- 2010 — «Час змінює тебе[de]» / Zeiten ändern dich (реж. Улі Едель[de]) — автобіографічна стрічка 2010 року про безбатченка-турка, що з часом вибирається з нетрів і стає одним з найвідоміших реперів Німеччини — Бушидо[de] та виступає на сцені разом з Карелом, який грає камео.

2008 року було знято документальну стрічку про Карела Ґотта — «Карел Ґотт. Секрет його молодості», з пісенними вставками та великим інтерв'ю зі співаком у його будинку та у музеї-віллі «Gottland» (сценарій Людмили Романенко, режисер Андрій Гречиха, 44 хв.)